# Mike Hoare

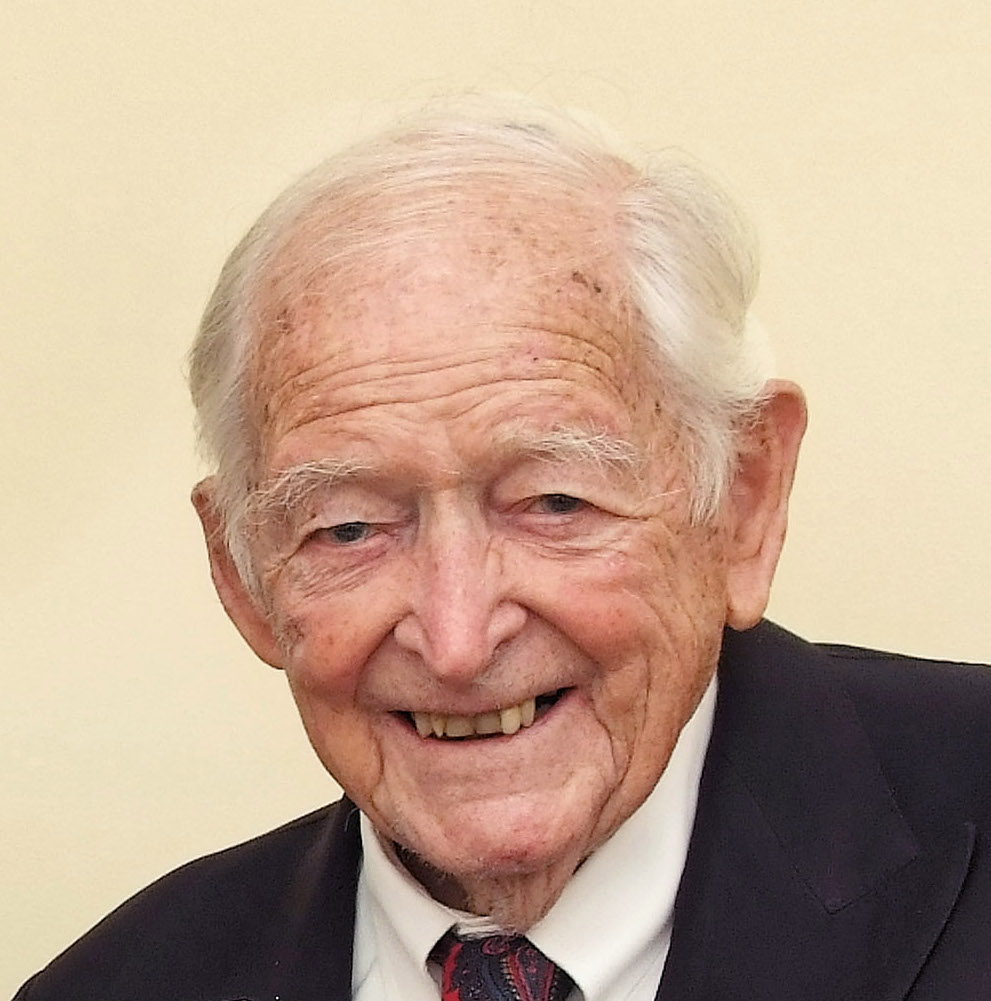
Mike Hoare in 2018

Mike Hoare (Calcutta, 1919 - Durban, 2020) was een Iers/Brits militair en huurling.

## Biografie
Hoare was geboren in Calcutta, India uit Ierse ouders en groeide op in Engeland. Tussen 1939 en 1945 was hij in dienst van het Britse leger waaronder missies in Birma. Zijn hoogst behaalde rang is die van majoor.
In 1948 verhuisde hij naar Durban in Zuid-Afrika. Hij werd huurling en stond aan het hoofd van een groep die streed voor de onafhankelijkheid van Katanga. Tussen 1964 en 1965 streed hij met 300 huurlingen onder zijn bevel namens de Congolese overheid tegen de Simba's, onder meer in de "Ommegang".
Na een mislukte staatsgreep op de Seychellen werd hij tot 10 jaar cel veroordeeld. Hij verbleef enige jaren in Frankrijk na zijn vrijlating om uiteindelijk terug naar Durban te verhuizen.
In 1978 kwam de film The wild geese uit die gebaseerd is op zijn levensloop in Congo. Zelf schreef hij de boeken Congo Mercenary (1967), The road to Katamata (1989) en The Seycellens Affair (2008).
- CiNii: DA0775532X
- Gemeinsame Normdatei: 11889532X
- International Standard Name Identifier: 0000 0000 8250 9951
- Library of Congress Control Number: n86121494
- Bibliotheek van het Japanse parlement: 00468412
- Nationale Bibliotheek van Tsjechië: xx0117203
- Nederlandse Thesaurus van Auteursnamen: 072296526
- Système universitaire de documentation: 076973794
- Virtual International Authority File: 64805759
- WorldCat: E39PBJt43TXXXx4GtFf4vtqvpP